# インターネットボット
インターネットボット (英: Internet bot) は、インターネット上で自動化されたタスクを実行するアプリケーションソフトウェア。Webボットあるいは単にボット (bot)とも呼ぶ。一般に単純な繰り返しのタスクをこなし、そのようなタスクに関しては人間が手でやるよりも高速である。ボットは主にクローラとして使われることが多く、人間の何倍もの速さでWebページを自動的に集め、その内容（情報）を分析して分類する。Webサーバには robots.txt というファイルがあり、クローラが従うべき規則が書かれている。
その他にも、人間よりも高速な応答が要求される場面でボットが使われたり（ゲームやオークションなどでのボット利用）、まれに人間の活動をエミュレーションするのに使われたりする（会話ボットなど）。

## IM と IRC

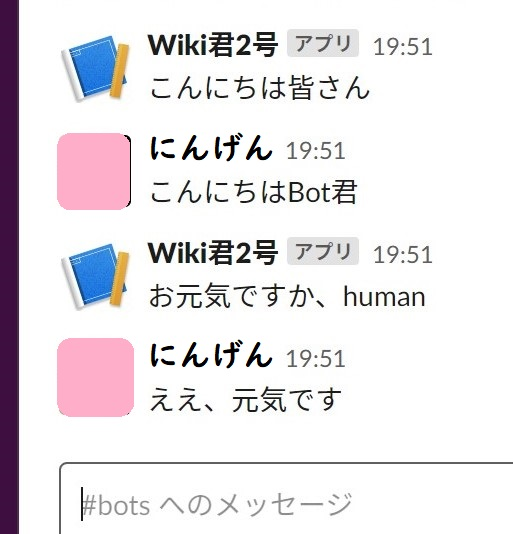
ボットユーザーと人間ユーザー間のチャット

インスタントメッセンジャー (IM)やインターネット・リレー・チャット (IRC)上で機能するボットもある（IRCボット）。メッセージを提示するボットや、ユーザーと自然言語で対話するボット（チャットボット）が存在する。提供される機能として天気予報提示、単位変換、ユーザーメッセージへのコメントなどがある。ボットの例として以下がある。
- SmarterChild (AOL Instant Messenger・MSN Messenger)
- Jabberwacky (Yahoo! Messenger)

### ボットユーザー
チャットアプリにおいてボットはしばしばボットユーザー (bot user) と呼ばれる。この呼称はボットがアカウントを有し権限が付与される「ユーザー」であることを強調したものである。チャット画面上においてボットユーザーは人間ユーザーと同様の見た目をし一見して区別されない。

## 商用目的のボット
自動化された商取引にボットを使うにあたっては様々な議論があった。オークションサイト eBay で、とある企業が安売り情報を収集するのにボットを使い、これが法廷に持ち込まれることとなった。しかし、この件は逆効果となり、かえって同サイトにボットが横行する結果となった。イギリスのギャンブルサイト Betfair はボットが増えていることから、ボット向けに WebサービスのAPIを公開し、積極的にボットとのやり取りを管理しようとしている。

## 不正目的のボット
不正な目的でのボット使用として、ネットワーク接続されたコンピュータへのDoS攻撃などの自動化された攻撃を行うものがある（ボットネット参照）。フィッシングに利用される場合もあるし、最近ではオンラインゲームでも不正目的で使われている。スパムを大量に流すボットを、特にスパムボットと呼ぶ。
不正目的のボットやボットネットには以下のような種類がある。
1. スパムボット - ホームページなどを巡回し、電子メールのアドレスを収集する。主にスパムメールに使用する為のもの。あるいは、電子掲示板やウェブログなどを巡回して、広告スパムを自動投稿するためのもの。
2. ダウンローダ - Webサイト全体をダウンロードしようとして回線容量を使い切る場合には不正目的となりうる。
3. Webサイトスクレイパー - フィッシングで使われるボットで、Webサイトの内容を盗用して偽物のサイトを作成する。
4. BOT - MMORPGなどのオンラインゲームで、苦労しないと手に入らないアイテムなどを得るため、あるいはリアルマネートレーディングに使用する為のゲーム内の通貨の大量確保のためにBOTを使用する者が見られ、オンラインゲームのゲームバランスを破壊する要因として問題視される存在となっている。
5. 著作権侵害を捜索するボット - 著作権侵害を見つけた場合、その個人や企業を訴えるとして、金銭を恐喝あるいは詐取せしめることを目的にしている。
6. DDoS攻撃用ボット - 標的にしたホームページやウェブサーバに継続的に過剰な負荷を与えてダウンさせることを目的にしている。
7. ペニーオークションの落札を阻止するボット - ペニーオークションで容赦なく入札され、容易に落札させないことを目的にしている。
8. コンピュータウイルスとワーム
9. ボットネットなど
10. ダフ屋 (転売屋)が転売目的のチケットを買い占めるためのボット

世界の通信量の半分はボットと言われている。